# Ghost in the Shell 2: Innocence
Ghost in the Shell 2: Innocence (japanska: イノセンス, Inosensu?) är en japansk långfilm från 2004 i regi av Mamoru Oshii. Filmen är en uppföljare till Ghost in the Shell (1995). 

## Beskrivning
Filmen är löst baserad på mangan av Masamune Shirow. Ghost in the Shell-regissören stod för både manus och regi. Den animerades av Production I.G, och samproducerades av Studio Ghibli. Innocence belönades som bästa science fiction-film vid 2004 års Nihon SF Taisho-prisutdelningar och deltog även vid samma års filmfestival i Cannes, där den var nominerad till Guldpalmen.